# Вудклифф-Лейк (Нью-Джерси)
Вудклифф-Лейк (англ. Woodcliff Lake) ― боро в округе Берген, в американском штате Нью-Джерси. По данным переписи населения США 2020 года, население боро составляло 6 128 человек, что на 398 человек (+6,9%) больше, чем по данным переписи 2010 года в 5 730 человек, что, в свою очередь, отражает снижение на 15 человек по сравнению с 5 745 человек, подсчитанными по переписи 2010 года. В большинстве районов минимальный размер участка для домов на одну семью составляет 22 500 квадратных футов (2090 м2), при этом участки на востоке боро зонированы на 15 000 квадратных футов (1400 м2), а участки на северо-западе и юго-западе боро зонированы на 30 000 квадратных футов (2800 м2).
Озеро Вудклифф также название водохранилища, которое находится в основном в пределах боро, с небольшой частью на юго-восточной окраине, расположенной в соседнем Хилсдейле.
Первоначально боро был объединён в округ Вудклифф 31 августа 1894 года из частей Орвил-Тауншип и Вашингтон-тауншип на основании результатов референдума. Боро был образован во время феномена Боругитиса, охватившего тогда округ Берген, в результате которого только в 1894 году в округе было образовано 26 боро. Боро получил свое название из-за особенностей своей географии.
1 марта 1910 года, после создания водохранилища, название боро было изменено на Вудклифф-Лейк, чтобы соответствовать названию почтового отделения. До создания почтовых индексов как способа уникальной идентификации адресов политика почтовой службы Соединенных Штатов заключалась в том, что два почтовых отделения в штате не могли иметь одинаковое название, в округе Гудзон уже существовало отделение Вудклифф. 1 января 1956 года и снова 1 июля 1958 года Вудклифф-Лейк обменялся участками земли с Парк-Риджем. 13 октября 1960 года порции были обменяны с Хилсдейлом.
На озере Вудклифф расположено множество исторических домов и строений, некоторые из которых датируются 18 веком. Здесь также присутствует много старых зданий, но, вероятно, они были видоизменены за прошедшие годы. За последние 50 лет боро интенсивно развивался, поскольку были освоены практически все районы, доступные для строительства.